# Aristó de Quios
Aristó de Quios (en grec antic Ἀρίστων ὁ Χῖος) va ser un filòsof grec que va florir vers el 260 aC i fou contemporani d'Epicur, Àratos de Sició i Antígon II Gònates. Nascut a Quios, fou fill de Milcíades.
Fou deixeble de Zenó a l'escola estoica i encara que va estudiar amb ell, segons Diògenes Laerci després va passar a l'escola de Polemó d'Atenes. Va rebre el sobrenom de Falantos. Va rebutjar totes les branques de la filosofia menys les ètiques. Director del Liceu, es va dedicar a difondre la doctrina Aristotèlica principalment. Aristó va fundar una petita escola oposada a la d'Heril·los, de la qual Diògenes Laerci esmenta a Dífil i Milcíades com a deixebles. Hi ha una versió que diu que hauria mort d'un cop de sol o una insolació perquè era calb.
Afirmava que la finalitat de la vida era mantenir-se indiferent entre el vici i la virtut, sense fer distincions entre cap de les dues coses, perquè el savi sap com ha d'actuar en tots els casos.
Diògenes Laerci dona una llista completa de les seves obres però esmenta que Paneci i Sosícrates consideren aquestes obres el treball d'Aristó de Kéa, excepte les cartes a Cleantes.